# Grant MacEwan
John Walter Grant MacEwan, (12 août 1902 - 15 juin 2000) était un agriculteur canadien, professeur à l’Université de la Saskatchewan, doyen de la chaire d’agriculture de l’Université du Manitoba. Il a été le 28e maire de Calgary et membre de l’Assemblée législative de l'Alberta (MLA). Il a aussi été le neuvième lieutenant-gouverneur de l'Alberta.
L'Université MacEwan d'Edmonton, en Alberta, le MacEwan Student Centre de l'Université de Calgary, ainsi que les quartiers de MacEwan Glen à Calgary et de MacEwan à Edmonton portent son nom.

## Origines familiales
Les grands-parents de MacEwan étaient des écossais de la région des Highlands. George MacEwen (Grant MacEwan a changé son nom en "MacEwan" avec un "a" dans les années 1920), son grand-père paternel, est venu de Stirling, en Écosse, pour s'installer comme agriculteur à Guelph (Ontario), et a épousé Annie Cowan, une autre Écossaise. Ils ont eu un fils, Alexander MacEwen.
Après avoir quitté son domicile, Alexander s'est rendu à Brandon, au Manitoba, pour créer sa propre ferme. Il a rencontré Bertha Grant (la sœur de son voisin, James Grant) et s'est rapidement marié. Bertha et Alexander étaient les parents de MacEwan. Bertha était une presbytérienne fervente. Cet héritage écossais, presbytérien et axé sur le dur labeur et l'agriculture ont eu une influence importante sur la vie de MacEwan.

## Enfance (1902-1921)
MacEwan est né à Brandon et y a vécu jusqu'à l'âge de 13 ans. En raison de problèmes avec l'entreprise d'extincteurs d'incendie de son père, la famille s'installa à Melfort en Saskatchewan, pour se lancer dans l'agriculture. En tant que garçon, MacEwan était actif et participait à de nombreuses activités de la ferme, notamment pour prendre soin du bétail. À l'âge de douze ans, il a commencé à travailler dans une épicerie. Il a également livré des journaux, vendu des légumes et divers autres articles. Il est allé à l'école mais a passé le plus clair de son temps à aider dans la ferme familiale.
La plupart de ses premiers investissements ont été réalisés dans les vaches, que ce soit pour participer à des expositions ou pour produire des veaux et du lait.

## Étudiant (1921-1928)
En 1921, à l'âge de dix-neuf ans, MacEwan se rendit à Guelph, pour fréquenter le Collège d'agriculture de l'Ontario (à l'époque un collège d'agriculture associé à l'Université de Toronto). Il a fréquenté l'établissement pendant cinq ans. Au cours de ses deux premières années, il a terminé une formation agricole préparatoire. Cela lui a ensuite permis de fréquenter l'école pendant trois ans supplémentaires pour obtenir un diplôme complet.
MacEwan était souvent classé parmi les meilleurs de sa classe. Il vivait au collège et participait à une multitude d'activités sur le campus, y compris les équipes de football et de basketball.
Pendant sa scolarité, son frère George est tombé malade d'une méningite spinale et est décédé le 27 mars 1924. Cet événement a été difficile pour MacEwan et ses parents. Sa famille était très unie et George était très proche de ses parents.
Le 28 mai 1926, MacEwan est diplômé d'un baccalauréat en sciences du Collège d'agriculture de l'Ontario avec trente-trois autres élèves.
En 1927, il a été invité à étudier à l'Université de l'Iowa. Il a de nouveau quitté la maison pour terminer un programme d'un an. En 1928, il est diplômé d'une Maîtrise de Sciences de l'université.

## Années académiques (1928-1951)
MacEwan a d'abord occupé le poste de professeur, puis de chef de la zootechnie à l'Université de la Saskatchewan de 1928 à 1946. C'est ici qu'il s'est développé en tant qu'agriculturaliste. Il a effectué des recherches et publié des manuscrits sur de nombreuses techniques de cultivation et d’élevage. Pendant cette période, MacEwan s'est déplacé hors de l'Université pour se rendre dans de nombreuses fermes de la Saskatchewan pour donner des conférences, juger les animaux et donner des cours de découpe de viande.
En 1932, MacEwan se rendit en Grande-Bretagne avec un chargement de bétail pour observer les pratiques d'élevage en ranch dans les îles britanniques. Il s’est rendu en Écosse et a déclaré dans son journal: "Il n’est pas étonnant que ce pays unique ait produit les meilleurs chevaux, le meilleur bétail et les meilleurs hommes du monde". (Voir Foran, référence Max) Il s'est également rendu au Pays de Galles, en Angleterre et à Jersey. Il est rentré au Canada par la voie maritime de la baie d'Hudson longeant les côtes de l'Islande et du Groenland, puis s'est rendu à Churchill, au Manitoba. Il a été le premier à passer la douane du nouveau port de Churchill.
MacEwan a épousé Phyllis Cline, une enseignante de la Saskatchewan en 1935. Deux histoires de son mariage jettent une lumière sur le genre de personne qu'était MacEwan. Premièrement, alors que traditionnellement, les mariés restaient cachés de la vue du public jusqu'à ce que la cérémonie leur permette d'entrer, Grant se tenait à l'entrée pour accueillir les invités dès leur arrivée. Deuxièmement, au moment du départ du nouveau couple, tout le monde cherchait MacEwan, jusqu'à ce que quelqu'un regarde sur le parking, où Grant réparait une crevaison. Grant et Phyllis ont eu une fille, Heather MacEwan, en 1939.
En 1946, MacEwan est devenu doyen de la chaire d'agriculture à l'Université du Manitoba, poste qu'il a occupé jusqu'en 1951. En 1948, il publie son premier livre historique, The Sodbusters. C'était le premier des trente-sept documents historiques qu'il a écrits. Son style se caractérisait par un langage simple, afin de pouvoir transmettre facilement des idées au lecteur, notamment aux étudiants.

## Années politiques (1951-1965)
MacEwan a passé toute sa carrière en étant proche des libéraux. Le 25 juin 1951, il se présenta pour la première fois à une élection de la Chambre des communes du Canada dans la circonscription de Brandon. Il a été battu par le progressiste-conservateur Walter Dinsdale (en) à une large majorité. La circonscription a voté pour Dinsdale malgré le fait qu'elle soit un bastion libéral. MacEwan avait été parachuté dans le district alors qu'il vivait encore à Winnipeg, au Manitoba. Dinsdale, de son côté, habitait Brandon et appartenait à une famille importante du district, attirant davantage les électeurs que MacEwan.
Il remporta un siège à l'Assemblée législative de l'Alberta en 1955 et, à partir de novembre 1958, MacEwan dirigea le Parti libéral de l'Alberta lors des élections provinciales. Son parti n'a remporté qu'un seul siège aux élections de 1959, MacEwan ayant été battu dans sa circonscription de Calgary. Il est resté le chef du parti jusqu'en 1960. Pendant les élections, sa réputation était son principal atout dans la campagne contre le parti du crédit social, mais le fort sentiment anti-libéral de l’Alberta a finalement défait les libéraux.
Au cours des années 1950, MacEwan devint végétarien par respect pour la vie animale,.

## Lieutenant-gouverneur de l'Alberta (1966- 1974)
Je crois que le Dieu de la nature doit être sans préjugés, avec le même souci de tous ses enfants et que l’humain n’invoque pas plus, pas moins d’amour paternel que le castor ou le moineau.
Citation tirée de "''The MacEwan Creed'', 1969.
MacEwan a été lieutenant-gouverneur de l'Alberta de 1966 à 1974. Pendant ce temps, il était un écologiste convaincu et a exprimé des préoccupations environnementales dans plusieurs de ses publications, principalement dans un livre intitulé Confusted To My Care (1966),,. Toutefois, MacEwan a principalement plaidé en faveur de la conservation de la faune sauvage plutôt que de se concentrer sur les impacts écologiques négatifs du développement des sables bitumineux. Selon MacEwan, la principale préoccupation de l'industrie pétrolière albertaine de l'époque était que, bien que non durable, elle fournissait une importante source de revenu à la province, qui risquait de disparaître.

## 1974 jusqu'à sa mort
MacEwan a rédigé la grande majorité de ses livres historiques après sa «retraite». Ses livres, principalement des biographies, étaient basés sur l'histoire, mais laissaient souvent de côté des références, une bibliographie ou même une analyse d'événements historiques. Pour cela, les critiques ont continuellement attaqué son approche peu professionnelle de l'histoire. Il n’a donné qu’une réponse à ces commentaires, affirmant en 1984: "Je ne sais pas ce que les érudits en penseront." Je ne m'en soucie pas non plus. Je n'écris pas pour eux, j'écris pour les Canadiens "(référence Lee Shedden). Il a également donné de nombreux cours à l'Université de Calgary et au Olds College. Il est devenu officier de l'Ordre du Canada en 1974.
MacEwan continuait à être actif physiquement et ne perdait pas de temps. Il disait que si l'on était réveillé, il valait mieux faire quelque chose. À quatre-vingts ans, il montait encore à cheval, randonnait, marchait, dépassait les journalistesen faiant son jogging matinal, il construisait une cabane en rondins et coupait des bûches avec une hache.
En 1990, sa femme est décédée et, par la suite, il a commencé à ralentir, mais est resté très actif par rapport aux autres personnes de 90 ans. Il a continué à faire des discours, et il a publié deux autres livres dans les années 1990. Un dernier livre a été publié deux mois après sa mort. Le 6 mai 2000, MacEwan a reçu le prix Golden Pen Lifetime Achievement Award pour les réalisations littéraires de toute une vie par la Guilde des écrivains de l'Alberta. Le prix n'a été attribué qu'à une autre personne: W. O. Mitchell. Il meurt un mois plus tard à Calgary, à l'âge de 97 ans, et reçoit des funérailles d'État, le premier en Alberta depuis 1963 (pour Peter Dawson), à l'église unie Robertson-Wesley à Edmonton.

## Héritage
MacEwan est souvent perçu comme une figure emblématique de l'histoire en Alberta, et de nombreux lieux, institutions ou organisations portent son nom.

### 'Grant MacEwan' utilisé comme lieu ou nom d'immeuble
- École primaire à Calgary
- MacEwan Student Centre à l'Université de Calgary
- Université MacEwan à Edmonton
- Prix littéraires Grant MacEwan
- Grant MacEwan Peak dans le parc provincial Bow Valley Wildland
- Grant MacEwan Boulevard à Leduc
- Pont Grant MacEwan à Fort McMurray
- Communauté de "MacEwan" à Calgary
- Quartier de "MacEwan" à Edmonton

### 'Grant MacEwan' utilisé comme nom d'organisation
- Grant MacEwan College
- Grant MacEwan Mountain Club

## Travaux publiés
- The Science and Practice of Canadian Animal Husbandry (with A. H. Ewen). Toronto: Thomas Nelson & Sons, 1936. Revised, 1945, 1952
- General Agriculture (with A. H. Ewen). Toronto: Thomas Nelson & Sons, 1939.
- Breeds of Farm Live-Stock in Canada. Toronto: Thomas Nelson & Sons, 1941.
- The Feeding of Farm Animals. Toronto: Thomas Nelson & Sons, 1945.
- The Sodbusters. Toronto: Thomas Nelson & Sons, 1948. Second edition, Calgary: Fifth House, 2000.
- Agriculture on Parade: The Story of the Fairs and Exhibitions of Western Canada. Toronto: Thomas Nelson & Sons, 1950.
- Between the Red and the Rockies. Toronto: University of Toronto Press, 1952.
- Eye Opener Bob: The Story of Bob Edwards. Edmonton: Institute of Applied Art, 1957. Second Edition, Saskatoon: Western Producer Prairie Books, 1974. Third, annotated edition, James Martin, ed. Calgary: Brindle & Glass, 2004.
- Fifty Mighty Men. Saskatoon: Western Producer Prairie Books, 1958. Second edition, 1985. Third edition, Vancouver: Greystone Books, 1995.
- Calgary Cavalcade: From Fort to Fortune. Edmonton: Institute of Applied Art, 1958. Second edition, Saskatoon: Western Producer Prairie Books, 1975.
- John Ware's Cow Country. Edmonton: Institute of Applied Art, 1960. Second edition, Saskatoon: Western Producer Prairie Books, 1973. Third edition, Vancouver: Greystone Books, 1995.
- Blazing the Old Cattle Trail. Saskatoon: Western Producer Prairie Books, 1962. Second edition, Calgary: Fifth House, 2000.
- Hoofprints and Hitching Posts. Saskatoon: Western Producer Prairie Books, 1964. Second edition, as Our Equine Friends: Stories of Horses in History. Calgary: Fifth House, 2002.
- Poking Into Politics. Edmonton: Institute of Applied Art, 1966.
- Entrusted to My Care. Saskatoon: Western Producer Prairie Books, 1966. Revised edition, 1986.
- West to the Sea (with Max Foran). Toronto: McGraw-Hill Ryerson, 1968. Simultaneously released in paperback as A Short History of Western Canada.
- Tatanga Mani: Walking Buffalo of the Stonies. Edmonton: Hurtig, 1969.
- Harvest of Bread. Saskatoon: Western Producer Prairie Books, 1969.
- Power for Prairie Plows. Saskatoon: Western Producer Prairie Books, 1971.
- Portraits from the Plains. Toronto: McGraw-Hill Ryerson, 1971.
- Sitting Bull: The Years in Canada. Edmonton: Hurtig, 1972.
- This is Calgary (photographs by Toby Rankin). Calgary: Calgary Real Estate Board Co-operative, 1973.
- The Battle for the Bay: The Story of the Hudson Bay Railroad. Saskatoon: Western Producer Prairie Books, 1975.
- ...And Mighty Women Too: Stories of Notable Western Canadian Women. Saskatoon: Western Producer Prairie Books, 1975. Second edition, as Mighty Women, Vancouver: Greystone Books, 1995.
- Memory Meadows: Horse Stories from Canada's Past. Saskatoon: Western Producer Prairie Books, 1977. Revised edition, 1985. Third edition, Vancouver: Greystone Books, 1997.
- Cornerstone Colony: Selkirk's Contribution to the Canadian West. Saskatoon: Western Producer Prairie Books, 1977.
- The Rhyming Horseman of the Qu'Appelle: Captain Stanley Harrison. Saskatoon: Western Producer Prairie Books, 1978
- Pat Burns: Cattle King. Saskatoon: Western Producer Prairie Books, 1979.
- Grant MacEwan's Illustrated History of Western Canadian Agriculture. Saskatoon: Western Producer Prairie Books, 1980.
- Métis Makers of History. Saskatoon: Western Producer Prairie Books, 1981.
- Alberta Landscapes (photographs by Rusty MacDonald). Saskatoon: Western Producer Prairie Books, 1982.
- The Best of Grant MacEwan (ed. by Rusty MacDonald). Saskatoon: Western Producer Prairie Books, 1982.
- Highlights of Shorthorn History. Calgary: Alberta Shorthorn Association, 1982.
- Charles Noble: Guardian of the Soil. Saskatoon: Western Producer Prairie Books, 1983.
- Wildhorse Jack: The Legend of Jack Morton. Saskatoon: Western Producer Prairie Books, 1983.
- Marie Anne: The Frontier Adventures of Marie Anne Lagimodière. Saskatoon: Western Producer Prairie Books, 1984.
- 100 Years of Smoke, Sweat and Tears. Calgary: Calgary Firefighters' Association, 1984.
- French in the West/Les Franco-Canadiens dans l'Ouest. Saint-Boniface: Les Editions des Plaines, 1984.
- Frederick Haultain: Frontier Statesman of the Canadian West. Saskatoon: Western Producer Prairie Books, 1985.
- Grant MacEwan's Journals (ed. by Max Foran. Edmonton: Lone Pine, 1986.
- Heavy Horses: Highlights of Their History. Saskatoon: Western Producer Prairie Books, 1986. Second edition, Whitewater, WI: Heart Prairie Press, 1991. Third edition, as Heavy Horses: an Illustrated History of the Draft Horse, Calgary: Fifth House, 2001.
- He Left Them Laughing When He Said Good-bye: The Life and Times of Frontier Lawyer Paddy Nolan. Saskatoon: Western Producer Prairie Books, 1987.
- Colonel James Walker: Man of the Western Frontier. Saskatoon: Western Producer Prairie Books, 1989.
- Grant MacEwan's West: Sketches from the Past. Saskatoon: Western Producer Prairie Books, 1990.
- Highlights of Sheep History in the Canadian West. Calgary: Alberta Sheep and Wool Commission, 1991.
- Coyote Music and Other Humorous Tales of the Early West. Calgary: Rocky Mountain Books, 1993.
- Buffalo: Sacred and Sacrificed. Edmonton: Alberta Sport, Recreation, Parks and Wildlife Foundation, 1995.
- Watershed: Reflections on Water. Edmonton: NeWest, 2000.
- A Century of Grant MacEwan: Selected Writings. Calgary: Brindle & Glass, 2002.